# Majtrav
Majtrav (Arabis × arendsii) är en korsblommig växtart som beskrevs av Heinrich Rudolf Wehrhahn. Majtrav ingår i släktet travar, och familjen korsblommiga växter. Arten har ej påträffats i Sverige.

## Bildgalleri

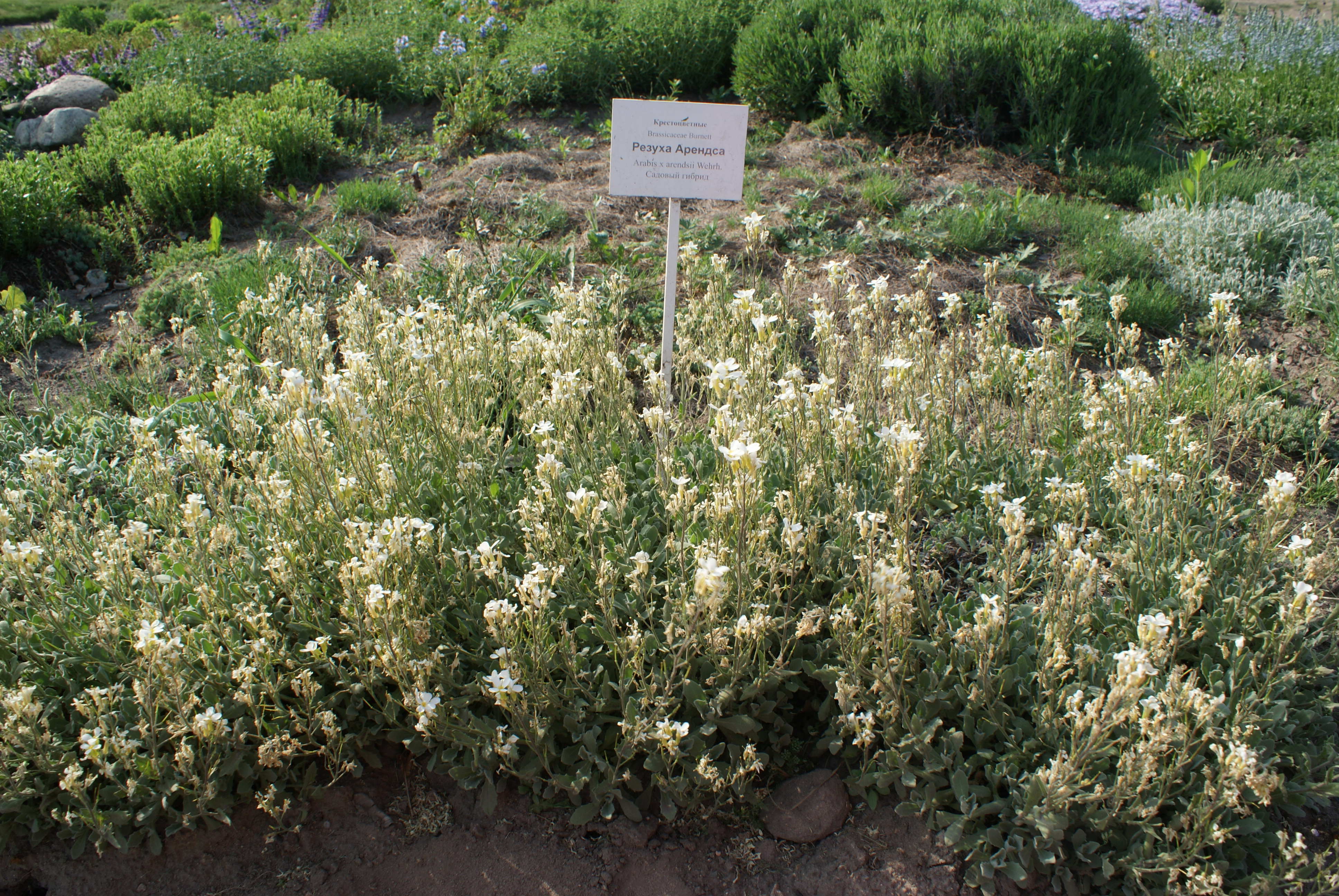